# Ентоні Лосано
Ентоні Лосано (ісп. Anthony Lozano, нар. 25 квітня 1993, Йоро) — гондураський футболіст, нападник клубу «Тенерифе» та національної збірної Гондурасу.

## Клубна кар'єра
Народився 25 квітня 1993 року в місті Йоро. Вихованець футбольної школи клубу «Депортіво Платенсе».
У дорослому футболі дебютував виступами за столичну команду «Олімпія». 11 січня 2009 року в матчі проти «Віди» він у віці 15 років дебютував у чемпіонаті Гондурасу. 21 лютого 2010 року в поєдинку проти «Вікторії» Ентоні зробив хет-трик, забивши свої перші голи за команду. Загалом провів в команді два сезони, взявши участь у 18 матчах чемпіонату.
У серпні 2010 року Лосано деякий час тренувався з англійським «Тоттенгем Готспур». Він повинен був залишитися в команді, але угода не відбулася, тому що він був неповнолітнім і, таким чином, не міг підписати контракт з професійним клубом.
11 серпня 2011 року Ентоні приєднався до молодіжної команди іспанської «Валенсії». Для отримання ігрової практики і вдалої адаптації Лосано був відданий в оренду в «Алькояно». 3 вересня в матчі проти «Лас-Пальмаса» він дебютував у Сегунді. 1 жовтня в поєдинку проти «Картахени» Ентоні забив свій перший гол за нову команду.
Після закінчення оренди Лосано повернувся в другу команду «Валенсії», що грала у Сегунді Б. Він отримав місце в основі і провів майже повний сезон без замін, але зміг забити лише раз.
У 2013 році Ентоні повернувся в «Олімпію». Після повернення в рідне середовище Лосано почав забивати майже в кожному матчі, ставши головною ударною силою клубу. У поєдинках Ліги чемпіонів КОНКАКАФ проти гаянского «Альфа Юнайтед» американського «Портленд Тімберс» він забив чотири голи.
Влітку 2015 року Ентоні на правах оренди перейшов в «Тенерифе». 23 серпня в матчі проти «Нумансії» він дебютував за новий клуб у Сегунді. 30 серпня в поєдинку проти «Хімнастіка» з Таррагони Лосано забив свій перший гол за «Тенерифе». Всього за сезон гондурасець зіграв у 32 матчах чемпіонату і забив 10 голів, через що після закінчення сезону «Тенерифе» продовжив оренду гравця ще на рік.

## Виступи за збірні
2009 року дебютував у складі юнацької збірної Гондурасу. Лосано дуже вдало виступав на юнацькому рівні. Він забив 11 голів у 8 матчах за національну команду, включаючи м'ячі на таких турнірах, як юнацький Кубок КОНКАКАФ і юнацький чемпіонат світу.
У 2011 році у складі молодіжної збірної Гондурасу Ентоні взяв участь у молодіжному Кубку КОНКАКАФ у Гватемалі. На турнірі він зіграв у матчах проти молодіжних збірних Ямайки, Гватемали та Панами. У поєдинку проти гватемальців Лосано забив гол.
11 серпня 2011 року дебютував в офіційних іграх у складі національної збірної Гондурасу в товариському матчі проти збірної Венесуели, замінивши у другому таймі Карло Костлі.
Влітку 2012 року Лосано був включений в заявку національної команди на поїздку в Лондон на Олімпійські ігри. На турнірі він взяв участь в матчах проти збірних Іспанії, Марокко, Бразилії та Японії, а через чотири роки знову поїхав на чергові Олімпійські ігри в Ріо-де-Жанейро.
14 вересня 2014 в матчі Центральноамериканського кубка проти збірної Нікарагуа він забив свій перший гол за національну команду.
У 2015 році у складі національної команди Ентоні взяв участь у розіграші Золотого кубка КОНКАКАФ у США і Канаді. На турнірі він зіграв у матчі проти збірної Гаїті, США та Панами.
Наразі провів у формі головної команди країни 20 матчів, забивши 6 голів.

## Особисте життя
Старший брат Ентоні, Луїс Рамос, також професійний футболіст.

## Досягнення
- Чемпіон Гондурасу: 2009-10 (Апертура), 2013-14 (Клаусура), 2014-15 (Клаусура).